# 馬氏盤唇鱨
馬氏盤唇鱨，為輻鰭魚綱鯰形目倒立鯰科盤唇鱨屬的其中一種，該物種分布於非洲剛果民主共和國盧阿拉巴河流域，體長可達5.6公分。

## 扩展阅读
維基物種上的相關：馬氏盤唇鱨